# Cassandra Wilson
Cassandra Wilson (Jackson, 4 dicembre 1955) è una cantante jazz statunitense.

## Biografia
Cassandra Wilson è dotata di una voce dolce e flessibile dalla profonda sonorità blues, come le sue radici bagnate dal Mississippi. Fin da giovane, comincia a suonare il piano e la chitarra. Durante gli anni settanta si esibisce come cantante in band di diverse estrazioni musicali. Nel 1982 si trasferisce a New York e lavora con il bassista Dave Holland, nel cui entourage incontra il sassofonista Steve Coleman e diventa la voce ufficiale del M-Base Collective. Dopo qualche anno abbandona il gruppo e nel 1985 registra il suo primo album da solista con l'etichetta discografica tedesca JMT. Per la stessa label, che produce jazz d'avanguardia (JMT sta per Jazz Music Today), partecipa ad album di altri jazzisti sotto contratto.
Affermatasi come promettente cantante jazz, cambia improvvisamente direzione firmando per l'etichetta Blue Note una serie di album dalla forte vena blues. Blue Light 'Till Dawn è il suo primo lavoro per quest'etichetta e riscuote un notevole successo. New Moon Daughter, secondo album Blue Note, conferma che la direzione intrapresa è quella giusta anche vincendo il Grammy Award for Best Jazz Vocal Performance. Nel 2002 registra in una vecchia stazione ferroviaria del Mississippi il disco Belly of the Sun, un ulteriore viaggio nelle radici del blues e nella sua intrinseca spiritualità. Nel 2009 l'album Loverly le fa vincere il Grammy Award for Best Jazz Vocal Album. Nel 2010 canta My Love And I di Johnny Mercer e David Raksin dal film L'ultimo Apache nell'album Sophisticated ladies con i Charlie Haden Quartet West per la Emarcy.

## Discografia
- Destiny Express
- Point of View (1986)
- Days Aweigh (1987)
- Blue Skies (1988)
- Jumpworld (1990)
- She Who Weeps (1991)
- Live (1991)
- Dance to the Drums Again (1992)
- Blue Light 'Til Dawn (1993)
- After the Beginning Again (1994)
- New Moon Daughter (1996)
- Songbook (1996)
- Rendezvous (with Jacky Terrasson) (1997)
- Traveling Miles (1999)
- Belly of the Sun (2002)
- Sings Standards (2002)
- Glamoured (2003)
- Thunderbird (2006)
- (featured on) Brown Sugar soundtrack- Time after time
- Loverly (2008)
- Closer to you: The Pop Sides (2009)
- Silver Pony (2010)
- Another Country (2012)
- Coming Forth by Day (2015)